# Nordkalottfolket
Nordkalottfolket (früher: Finnmarkslista) ist eine samische Partei in Norwegen. Die Partei wurde 2018 gegründet, nachdem sie bereits zuvor mehrfach an Sametingswahlen teilnahm.

## Geschichte
Bei der Sametingswahl 2005 trat die Partei erstmals mit einer Liste für das norwegische Sameting an. Die Liste trug den Namen Finnmarkslista. Der Name Nordkalotfolket wurde später gewählt, um die gesamte Region der Nordkalotte zu repräsentieren. Bei der Sametingswahl 2017 zogen drei Abgeordnete von Nordkalottfolket ins Sameting ein, Tor H. Mikkola trat im Jahr 2019 jedoch aus und es verblieben zwei Mandate. Im Jahr 2018 wurde schließlich die Partei Nordkalottfolket gegründet, die seitdem in ganz Norwegen mit Regionalzweigen vertreten ist. 2019 trat die Partei bei den Fylkestingswahlen in Troms og Finnmark an, wo sie ein Mandat erlangte.
Im Januar 2020 wurde die ehemalige Sametingspräsidentin Vibeke Larsen Mitglied in der Partei. Sie war 2016 als Mitglied der Arbeiderpartiet (Ap) zur Präsidentin gewählt worden. Bei der Sametingswahl 2021 wuchs die Partei von drei auf neun Mandate an und wurde die zweitgrößte Fraktion im Parlament. Der Zuwachs bei der Partei wurde unter anderem damit begründet, dass die Zahl der Wahlberechtigten für die Wahl stark zunahm. Von Per Selle, einem Professor für vergleichende Politik, wurde die deutliche Oppositionshaltung der Partei gegenüber der bis dahin klassischen Politik des Parlaments als Schlüssel zum Erfolg herausgestellt.
Im Januar 2024 wurde Vibeke Larsen zur neuen Parteivorsitzenden gewählt.

## Programm
Die Partei setzt sich im Gegensatz zu anderen samischen Parteien dafür ein, dass Rechte, die die Samen erhalten haben, auch für Kvenen und nicht-samische Norweger gelten sollten. Eine stärkere politische Selbstbestimmung der Samen visieren sie nicht an. Etwa bei der Nutzung von Naturressourcen sollten die Rechte der Samen nach Vorstellung der Partei nicht größer sein als die der restlichen Bevölkerung. Zudem stehen sie der dominierenden Rolle der Samen aus der inneren Finnmark und der Rentierhalter in der samischen Politik kritisch gegenüber.

## Wahlergebnisse
| Jahr | Wahl               | Stimmenanteil | Sitze  |
| ---- | ------------------ | ------------- | ------ |
| 2005 | Sametingswahl 2005 | 01,8 %        | 1/43 1 |
| 2009 | Sametingswahl 2009 | 01,9 %        | 1/39 2 |
| 2013 | Sametingswahl 2013 | 04,3 %        | 3/39 2 |
| 2017 | Sametingswahl 2017 | 06,6 %        | 3/39 2 |
| 2021 | Sametingswahl 2021 | 18,3 %        | 9/39   |